# وباء شلل الأطفال في قطاع غزة (2024)
وباء شلل الأطفال في قطاع غزة 2024 هو تفشي مستمر لفيروس شلل الأطفال المشتق من اللقاح من النوع 2 (cVDPV2) في قطاع غزة، اكتشف لأول مرة في 16 يوليو 2024 وأعلنت وزارة الصحة في غزة رسميًا أنه وباء في 29 يوليو. وقد مثل هذا الوباء أول ظهور لفيروس شلل الأطفال في قطاع غزة منذ القضاء على الفيروس بشكل كامل في المنطقة قبل 25 عامًا.
وأعلنت وزارة الصحة في غزة أن الوباء يشكل خطراً كبيراً على مواطني غزة وعلى الدول المجاورة، ووصفت تفشي المرض بأنه "نكسة لبرنامج القضاء على شلل الأطفال العالمي". أفادت منظمة الصحة العالمية أنه "من المرجح جدًا" أن تكون حالات شلل الأطفال قد أصابت مواطني غزة وانتشر بين سكانها، على الرغم من أن اكتشاف الحالات سيكون صعبًا للغاية بسبب عدم ظهور أعراض على الفيروس في معظم الحالات وبسبب الحصار الطبي الإسرائيلي الذي يمنع تأكيد الحالات.
وفي 16 أغسطس/آب، أكدت الاختبارات التي أجريت في الأردن أول إصابة بشلل الأطفال في غزة، الواقعة في وسط قطاع غزة. وقد أكدت الأمم المتحدة حتى الآن حالة واحدة من الشلل لدى طفل يبلغ من العمر عشرة أشهر.
في 29 أغسطس 2024، قدمت إسرائيل "التزامًا أوليًا" بالامتثال لوقف إطلاق النار لتسهيل حملة التطعيم. وبعد مرور 14 يومًا أعلنت منظمة الصحة العالمية عن تحقيق هدف تطعيم أطفال قطاع غزة ضد شلل الأطفال.

## خلفية
ويشهد قطاع غزة أزمة إنسانية نتيجة حرب غزة. وتتضمن الأزمة مجاعة وشيكة وتدمير نظام الرعاية الصحية. في بداية الحرب، شددت إسرائيل حصارها على قطاع غزة، مما أدى إلى نقص كبير في الوقود والغذاء والأدوية والمياه والإمدادات الطبية الأساسية. أدى هذا الحصار إلى انخفاض في توفر الكهرباء بنسبة 90٪، مما أثر على إمدادات الطاقة في المستشفيات ومحطات الصرف الصحي، وإغلاق محطات تحلية المياه التي توفر مياه الشرب. وقد أدى ذلك إلى انتشار الأمراض على نطاق واسع في جميع أنحاء غزة.
وحذر خبراء الصحة العامة من تفشي الأمراض وانتشارها في غزة. وبحسب منظمة أوكسفام والأمم المتحدة، فإن افتقار غزة إلى المياه النظيفة وخدمات الصرف الصحي من شأنه أن يؤدي إلى ارتفاع معدلات الإصابة بالكوليرا وغيرها من الأمراض المعدية الضارة والتي قد تكون قاتلة. وذكرت منظمة أوكسفام أن محطات ضخ مياه الصرف الصحي ومرافق معالجة مياه الصرف الصحي في غزة توقفت عن العمل، وبالتالي فإن تراكم النفايات الصلبة والجثث غير المدفونة من المرجح أن تكون ناقلات للأمراض. ونتيجة لعدم توفر مياه الشرب النظيفة، كان سكان غزة يشربون مياهًا ملوثة بمياه الصرف الصحي ومياه البحر ومياه المزارع، وهو مصدر رئيسي آخر للأمراض. صرح ريتشارد برينان، المدير الإقليمي للطوارئ في منظمة الصحة العالمية، "إن الظروف مهيأة لانتشار عدد من أمراض الإسهال والجلد".
فاضت مياه الصرف الصحي الخام في الشوارع، مما تسبب في كارثة صحية وبيئية كبيرة. وأدى الفيضان في غزة إلى انتشار مياه الصرف الصحي، مما أثار المخاوف من انتشار الأمراض. وفي 19 يناير/كانون الثاني، صرّح يحيى السراج، رئيس بلدية غزة، بأن أكثر من 50 ألف طن من القمامة تراكمت في المدينة، مما أدى إلى انتشار الأمراض. وأفاد الآباء بأن أطفالهم أصيبوا بالمرض بعد تعرضهم لمياه الصرف الصحي الخام. في مايو 2024، ذكرت الأمم المتحدة أن "البعوض والذباب والجرذان تنتشر، وكذلك الأمراض". وأفادت منظمة أوكسفام بخطر تفشي الأمراض بسبب تراكم "النفايات البشرية وأنهار الصرف الصحي في الشوارع".

## علم الأوبئة
في 16 يوليو 2024، اكتشف تحقيق أجرته شبكة مختبرات شلل الأطفال العالمية التابعة لمنظمة الصحة العالمية في مواقع الصرف الصحي في قطاع غزة آثارًا لفيروس شلل الأطفال المنتشر من النوع 2 المشتق من اللقاح في جميع عينات الاختبار الست بين منطقتين في خان يونس ودير البلح. أظهر التسلسل الجيني لآثار فيروس شلل الأطفال المعزولة الذي أجرته مراكز السيطرة على الأمراض والوقاية منها (CDC) أن هناك ارتباطًا وراثيًا وثيقًا بين بعضها البعض، وأنها مرتبطة ارتباطًا وثيقًا بفيروس شلل الأطفال الدائر المشتق من اللقاح من النوع 2 الذي انتشر في مصر طوال النصف الثاني من عام 2023 وتم اكتشافه آخر مرة في ديسمبر 2023. وأشارت الأبحاث التي أجريت على التغيرات الجينية الموجودة في العينات إلى أن فيروس شلل الأطفال ربما انتشر إلى غزة في سبتمبر/أيلول 2023.
اعتبارًا من 23 يوليو 2024، لم يتم إجراء أي اختبارات حتى الآن لحالات شلل الأطفال أو أعراض الشلل لدى البشر. وقد خططت منظمة الصحة العالمية واليونيسيف لإحضار خمسين مجموعة عينات بشرية إلى قطاع غزة في 25 يوليو/تموز 2024 وفحصها في مختبر في الأردن. وفي أواخر شهر يوليو/تموز، تم تشخيص ثلاث حالات من الشلل الرخو الحاد في قطاع غزة، حيث توصل الباحثون إلى أن فيروس شلل الأطفال هو السبب المحتمل، مما دفعهم إلى أخذ عينات من الحالات وإرسالها إلى الأردن للتحليل.
وأفادت منظمة الصحة العالمية أن معدلات التطعيم في غزة بلغت 99% في عام 2022، وانخفضت إلى 89% في عام 2023 بسبب تدمير النظام الصحي في غزة بالإضافة إلى "انعدام الأمن، وإعاقة الوصول، والنزوح المستمر للسكان، ونقص الإمدادات الطبية، وسوء نوعية المياه، وضعف الصرف الصحي".
وزعم الدكتور ليور نيشر، مدير معهد الأمراض المعدية الإسرائيلي في مستشفى بئر السبع سوروكا الطبي، أن محاولات وقف "الحركة البيئية" لفيروس شلل الأطفال ستكون "شبه مستحيلة"، مؤكداً أن الفيروس "لا يحترم الحدود". وأشار إلى أن فيروس شلل الأطفال قد ينتشر من مياه الصرف الصحي إلى المياه الجوفية نتيجة الفيضانات خلال موسم الأمطار. وأوضح أنه على الرغم من أن معظم الجنود الإسرائيليين محصنون ضد الفيروس، فإنهم ما زالوا قادرين على حمله في ملابسهم، وفي الطين، وفي البراز الناتج عن حركات الأمعاء، مما قد يتسبب في انتشار الفيروس في جميع أنحاء إسرائيل. وأشار أيضا إلى زيادة ملحوظة في عدم الالتزام بالتطعيم في إسرائيل مقارنة بالسنوات القليلة الماضية، مما قد يسمح للفيروس بالانتشار بشكل أسهل بين المواطنين غير المحصنين والأطفال غير المطعمين. وفقًا لإحصائياته، كانت معدلات التطعيم ضد الحصبة في إسرائيل أقل من نسب مناعة القطيع التي تتراوح بين 92% و93%، وهو ما قد يشير إلى نقص مناعة القطيع ضد شلل الأطفال في السكان الإسرائيليين في حال انتشار الفيروس في إسرائيل.
في 29 يوليو/تموز، أعلنت وزارة الصحة في غزة رسمياً عن انتشار وباء شلل الأطفال في قطاع غزة، مشيرة إلى أن فيروس شلل الأطفال المنتشر في رواسب كبيرة من مياه الصرف الصحي يشكل تهديداً صحياً كبيراً لغزة والدول المجاورة لها. ووصفت الوزارة الوباء بأنه "نكسة لبرنامج القضاء على شلل الأطفال العالمي" وألقت باللوم على تدمير المستشفيات والبنية التحتية الطبية من قبل إسرائيل. في 30 يوليو، أفادت منظمة الصحة العالمية أنه "من المرجح جدًا" أن يكون شلل الأطفال قد أصاب وانتشر بين مواطني غزة.
في 16 أغسطس، سجلت وزارة الصحة الفلسطينية أول حالة مؤكدة لشلل الأطفال في غزة في مدينة دير البلح. كانت أول ضحية لشلل الأطفال طفلًا يبلغ من العمر عشرة أشهر "توقف عن الزحف، وتوقف عن الحركة، وتوقف عن الوقوف، وتوقف عن الجلوس".

## الرد

### الاستجابة الإنسانية
وقال رئيس الفريق الفلسطيني لمنظمة الصحة العالمية الدكتور أياديل سباربيكوف إن العاملين في المنظمة يقومون بإجراء تقييمات للمخاطر وتوزيع المعلومات حول الحماية من شلل الأطفال على سكان غزة. وأشار إلى أنه سيكون من الصعب للغاية على المواطنين أن يتمكنوا من اتباع الإرشادات الموصى بها بسبب نقص معالجة مياه الصرف الصحي والصرف الصحي وما ينتج عن ذلك من تراكم النفايات والحطام في مخيمات اللاجئين المزدحمة بكثافة في جميع أنحاء قطاع غزة.
وتعقدت الجهود الرامية إلى الحد من انتشار المرض بشكل كبير بسبب الصعوبات التي واجهتها السلطات في نقل المساعدات الإنسانية إلى غزة، بما في ذلك معدات الصرف الصحي والتغذية الكافية. وعلاوة على ذلك، فإن الظروف الخطيرة في قطاع غزة بسبب الهجمات العسكرية والغارات الجوية منعت التوزيع الآمن للموارد في جميع أنحاء الإقليم للمناطق المعزولة والسكان الأكثر عرضة للخطر.

#### حملة التطعيم لمنظمة الصحة العالمية
في 12 سبتمبر أعلنت منظمة الصحة العالمية عن الوصول إلى هدف التطعيم ضد شلل الأطفال لأطفال قطاع غزة. وبعد أسبوع واحد، أعلنت الأمم المتحدة أن جولتها الثانية من التطعيم ضد شلل الأطفال سوف تشمل جرعات من المغذيات الدقيقة وفحصًا غذائيًا. بدأت منظمة الصحة العالمية جولتها الثانية من التطعيم ضد شلل الأطفال في 14 أكتوبر 2024. وقد تأخر إطلاق الحملة بسبب القصف المكثف في شمال غزة، حيث كانت الحملة تهدف إلى تطعيم أكثر من 100 ألف طفل.
وفي أوائل نوفمبر/تشرين الثاني 2024، أعلنت منظمة الصحة العالمية أنها ستستأنف عمليات التطعيم ضد شلل الأطفال في شمال غزة ولكن فقط في مدينة غزة. وفي اليوم التالي، أفادت التقارير أن طائرة إسرائيلية بدون طيار قصفت موقع التطعيم ضد شلل الأطفال، عيادة الشيخ رضوان، مما أدى إلى إصابة ثلاثة أطفال. وذكرت منظمة الصحة العالمية في وقت لاحق أن ستة أشخاص، من بينهم أربعة أطفال، أصيبوا في الغارة. وأدانت منظمة اليونيسف الإضراب، وقالت: "لا يستطيع العاملون في مجال الصحة وغيرهم من الموظفين في المجال الإنساني القيام بوظائفهم وسط الهجمات المستمرة".

### الرد الإسرائيلي
بدأت قوات الاحتلال الإسرائيلية حملة تطعيم تطوعية لجنودها. وأعلنت أيضًا أنها تتعاون مع الوكالات الإنسانية لتوصيل اللقاحات إلى غزة، حيث تم توصيل حوالي 300 ألف لقاح منذ بدء الصراع في أكتوبر/تشرين الأول 2023.
وذكرت منظمة هيومن رايتس ووتش أن هجمات إسرائيل على البنية التحتية للرعاية الصحية والمياه وعرقلة المساعدات الإنسانية أدت إلى تفاقم وباء شلل الأطفال.